# 安徽省人民代表大会
安徽省人民代表大会（简称安徽省人大）是安徽省的省级地方国家权力机关。现省人大代表任期为5年，其常设机构为安徽省人民代表大会常务委员会。

## 职权
依照国家宪法和法律的规定，安徽省人民代表大会主要行使下列职权： 
1. 保证国家宪法、法律、行政法规和全国人民代表大会及其常务委员会的决议在安徽省的遵守和执行，保证国家计划和国家预算的执行。
2. 根据安徽省的具体情况和实际需要,在不同国家宪法、法律、行政法规相抵触的前提下，可以制定和颁布地方性法规，并报全国人民代表大会常务委员会和国务院备案。
3. 审查和批准安徽省的国民经济和社会发展计划、预算以及它们的执行情况的报告。
4. 讨论、决定安徽省的政治、经济、教育、科学、文化、卫生、环境和资源保护、民政、民族等工作的重大事项。
5. 选举并有权罢免安徽省人民代表大会常务委员会组成人员。
6. 选举并有权罢免安徽省人民政府省长、副省长。
7. 选举并有权罢免安徽省高级人民法院院长、省人民检察院检察长。选出或罢免的省人民检察院检察长，须报经最高人民检察院检察长提请全国人民代表大会常务委员会批准。
8. 选举全国人民代表大会代表，并有权罢免省人民代表大会选出的全国人民代表大会代表。
9. 听取和审查省人民代表大会常务委员会的工作报告。
10. 听取和审查省人民政府、省高级人民法院和省人民检察院的工作报告。
11. 改变或撤销省人民代表大会常务委员会的不适当的决议。
12. 撤销省人民政府的不适当的决定和命令。
13. 保护社会主义的全民所有的财产和劳动群众集体所有的财产，保证公民私人所有的合法财产，维护社会秩序，保障公民的人身权利、民主权利和其他权利。
14. 保护各种经济组织的合法权益。
15. 保障少数民族的权利。
16. 保障宪法和法律赋予妇女的男女平等、同工同酬和婚姻自由等各项权利。[1]

## 历史

### 建立
1954年8月，安徽省召开了第一届人民代表大会第一次会议，标志着人民代表大会制度在我省正式建立。
从1957年下半年开展反右派斗争至1966年“文化大革命”爆发前的9年多时间内，人大工作受到“左”的影响，社会主义民主法制建设遭到很大干扰，人民代表大会难以按期召开会议和进行换届选举。

### 恢复
1976年10月粉碎“四人帮”之后，人民代表大会得到恢复，于1978年1月召开了省第五届人民代表大会第一次会议。

## 机构设置

### 常务委员会
安徽省人民代表大会常务委员会是安徽省人民代表大会的常设机关，对安徽省人民代表大会负责并报告工作。